# Francesco Chiaffredo Marini
Francesco Chiaffredo Filiberto Marini (Cesana, 14 settembre 1772 – Torino, 15 maggio 1839) è stato un funzionario italiano, in tempi diversi archivista di corte, sottosegretario agli Affari Esteri, Segretario Particolare, addetto alle Finanze e Segretario per i Cerimoniali di Corte di vari sovrani di casa Savoia.

## Biografia
Francesco Chiaffredo Filiberto Marini, discendente dei nobili Marini di Villafranca Piemonte, figlio di Gerolamo Francesco Antonio (1734 - 1803), Ispettore delle Regie Dogane, e della contessa Irene Margherita Vasserot de Bessan, iniziò la sua carriera, al servizio dei Savoia, in giovanissima età: a quindici anni, tra il 1787 ed il 1789, fu volontario presso i Regi Archivi di Corte del re Vittorio Amedeo III, che lo nominò, il 3 febbraio 1795, sottosegretario.
Successivamente, laureatosi in giurisprudenza, venne nominato dal re Carlo Emanuele IV di Savoia, (detto "L'esiliato"), con patente del 3 marzo 1797, sottosegretario nella Segreteria di Stato per gli Affari Esteri. Nel 1798 tale segreteria venne unificata a quella del Governo Provvisorio, in conseguenza alla dominazione francese. Dopo la perdita del Piemonte, divenuto regione militare francese, Carlo Emanuele e la moglie Maria Clotilde di Borbone-Francia lasciarono Torino per Parma e successivamente Firenze. Nel febbraio del 1799 ragioni di sicurezza imposero a Carlo Emanuele di ritirarsi in Sardegna. Tra il 1800 e il 1802 Carlo Emanuele e la moglie vissero tra Roma (nel Palazzo dei principi Colonna, famiglia con cui Carlo Emanuele IV era imparentato a seguito del matrimonio della principessa Caterina di Savoia Carignano con Filippo Colonna), Frascati, Napoli e Caserta.

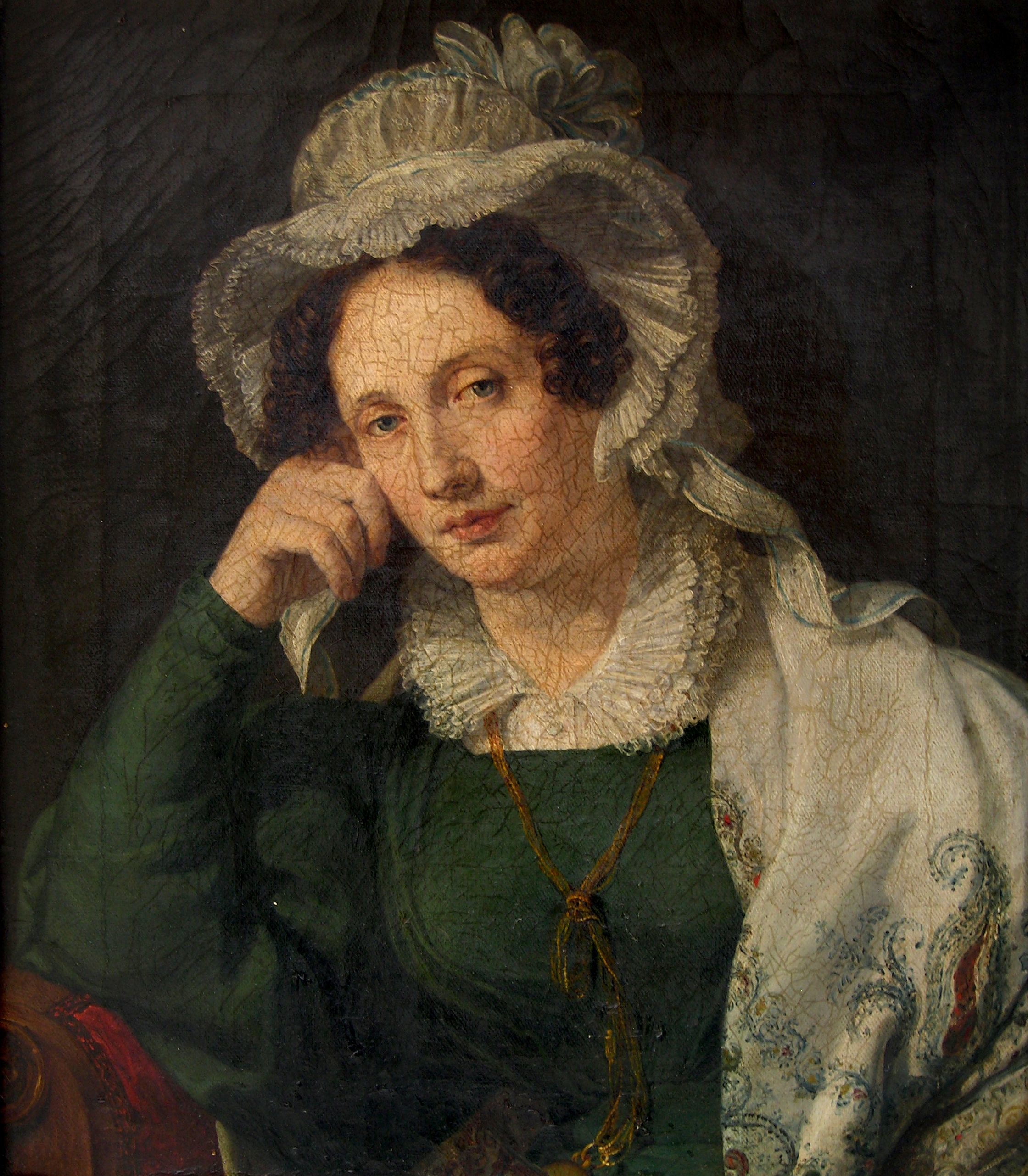
Marianna Pianazzi, moglie di Francesco Chiaffredo Marini. Da un dipinto ad olio su tela di Silvestro Pianazzi (1807-1847), suo cugino

Francesco Chiaffredo fu al seguito del re Carlo Emanuele IV durante il suo esilio (dal 1799 alla morte del re avvenuta nel 1819), quale suo Segretario Particolare. Egli fu assegnato alla Regia Segreteria, come Segretario Archivista, incaricato con patente del 3 giugno 1802, un giorno prima dell'abdicazione di Carlo Emanuele. Infatti, il 7 marzo 1802, Maria Clotilde di Borbone-Francia, moglie del re, era morta e Carlo Emanuele, distrutto dal dolore, il 4 giugno 1802, a Palazzo Colonna, aveva abdicato a favore di suo fratello Vittorio Emanuele I. Il 15 giugno si trasferì, con tutta la corte, nel palazzo Cenci-Bolognetti.
In tale periodo venne affidata, a Francesco Chiaffredo, la gestione delle finanze della Real Casa. Trascorse anche molto tempo a Frascati (Roma), dove il re si recava nella villa Piccolomini, oggi villa Lancellotti, e dove risiedeva anche il cardinale Enrico Benedetto Stuart, cugino di Carlo Emanuele (sua trisnonna era infatti Enrichetta Anna Stuart). Il cardinale Stuart, alla sua morte, avvenuta nel 1807, nominò suo legittimo successore al trono d'Inghilterra, Scozia ed Irlanda, proprio Carlo Emanuele IV. Fu proprio Francesco Chiaffredo a stipulare, il 14 maggio 1805, il contratto d'affitto della villa intercorso tra il principe Tiberio Testa Piccolomini Astalli e Carlo Emanuele IV.
Dopo la morte della prima moglie, Irene Torelli, avvenuta nel 1814, Francesco Chiaffredo sposerà, in seconde nozze, a Frascati, Marianna Pianazzi, di Varallo Sesia, Vercelli.
Napoleone Bonaparte, imperatore dei francesi, concesse un sussidio annuale di 100 000 franchi a Carlo Emanuele IV, grazie al Conte Sextius Alexandre François de Miollis (Aix 1759 – 1828), generale e governatore francese degli Stati Romani dal 3 febbraio 1808. Fu costui ad intercedere presso Napoleone, a favore di Carlo Emanuele IV, il quale versava in gravi difficoltà finanziarie. Fu costretto, infatti, a vendere alcuni beni mobili e gioielli di sua proprietà.
Dopo la morte di Carlo Emanuele IV (6 ottobre 1819), Francesco Chiaffredo, tornò a Torino, dopo aver imbarcato, al porto di Civitavecchia, sulla regia corvetta “Il Tritone”, gli effetti personali del defunto Carlo Emanuele IV.
Rientrato quindi a Torino nel maggio del 1820, fu al seguito di Vittorio Emanuele I. Dopo l'abdicazione di quest'ultimo (1821), Francesco Chiaffredo, il 24 giugno 1823, venne nominato dal nuovo re, Carlo Felice, Segretario per i Cerimoniali di Corte. Egli mantenne tale carica anche sotto il successivo re, Carlo Alberto (1831), fino alla morte, avvenuta nel 1839: gli fu infine conferita la Croce di Commendatore dell'Ordine dei Santi Maurizio e Lazzaro.
Francesco Chiaffredo Filiberto morì in carrozza, rientrando a Torino, il giorno dopo le nozze del nipote conte Luigi Antonio Domenico Felice Mazè de la Roche (Torino, 15 novembre 1814 - ?), figlio della sorella Carlotta (1778 - Torino, 3 giugno 1847), avvenute il 14 maggio del 1839.
Francesco Chiaffredo Filiberto Marini fu, pertanto, un fedele suddito della famiglia reale Savoia, rendendo i propri servigi sotto cinque re: Vittorio Amedeo III (1726-1796), Carlo Emanuele IV (1751-1819), Vittorio Emanuele I (1759-1831), Carlo Felice (1765-1831) e Carlo Alberto (1798-1849).